# Metoda McKenziego
Metoda McKenziego (ang. McKenzie Method lub ang. Mechanical Diagnosis and Therapy, MDT) – metoda fizjoterapeutyczna opracowana przez Robina McKenziego, przeznaczona pierwotnie do badania, leczenia i profilaktyki bólów kręgosłupa; później jej zastosowanie zostało rozszerzone o stawy obwodowe.

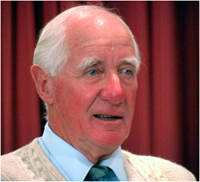
Robin Anthony McKenzie

W latach sześćdziesiątych nowozelandzki fizjoterapeuta R. McKenzie opracował program badania i leczenia pacjentów, głównie z dolegliwościami lędźwiowego i szyjnego odcinka kręgosłupa. Podzielił zaburzenia kręgosłupa na trzy główne grupy, uwzględniając przyczynę i stopień zmian zwyrodnieniowych w obszarze kręgosłupa i głównych stawów:
- zespół posturalny – dotyczy zaburzeń postawy ciała, a więc struktur tkankowo-stawowych, które nie są w żaden sposób uszkodzone, a tylko nadwerężone statycznym przeciążeniem (np. długotrwałym, niedbałym siedzeniem; dotyczy najczęściej osób wykonujących prace biurowe, umysłowe),
- zespół dysfunkcyjny – w sytuacji, gdy statyczne przeciążenie obejmuje tkanki i struktury uszkodzone w jakiś sposób, np. poprzez zrosty, przykurcze, zbliznowacenia, itp.,
- zespół strukturalny – w głównej mierze właśnie na nim koncentruje się metoda; ma on związek ze strukturami znajdującymi się wewnątrz segmentu kręgowego (krążek międzykręgowy, pierścień włóknisty) oraz zewnątrz segmentu (stawy międzywyrostkowe, zrosty okołokorzeniowe), w zależności od mechanizmu uszkodzenia oraz wzorca bólowego, terapia opiera się na dobraniu odpowiedniego ruchu leczniczego[potrzebny przypis].

Autor metody opracował program postępowania leczniczego, w którym oprócz technik wykonywanych przez terapeutę ważny jest sam ruch pacjenta, ćwiczenia i autoterapia wykonywana w domu. W ćwiczeniach dominują pozycje niskie, głównie leżące. Ruchy czynne powtarzane są wielokrotnie w różnych płaszczyznach, ale w ściśle określonym kierunku, niepowodującym bólu. Dużą wagę przykłada się do zaleceń, które chronią kręgosłup przed kolejnymi urazami i przeciążeniami. Bardzo duży nacisk położony jest na profilaktykę.

## Krytyka
Badania dotyczą głównie przydatności metody jako narzędzia diagnostycznego i efektywności w redukcji bólu lędźwiowego odcinka kręgosłupa. Niewielka ilość badań (o mieszanej jakości metodologicznej) wskazuje, że MDT nie jest lepsza niż inne metody, w leczeniu ostrego bólu okolicy lędźwiowej – choć może być bardziej efektywna przy chronicznym bólu (ale w porównaniu do niektórych metod). Istnieją też ograniczone dowody na pozytywny wpływ metody na przekonania lękowo-unikowe, objawy depresyjne i dystres u osób cierpiących z powodu chronicznego bólu lędźwiowego odcinka kręgosłupa.